# Mediomastus ambiseta
Mediomastus ambiseta är en ringmaskart som först beskrevs av Hartman 1947.  Mediomastus ambiseta ingår i släktet Mediomastus och familjen Capitellidae. Inga underarter finns listade i Catalogue of Life.